# Michaił Lermontow
Michaił Jurjewicz Lermontow (ros. Михаил Юрьевич Лермонтов; ur. 3 października?/15 października 1814 w Moskwie, zm. 15 lipca?/27 lipca 1841 w Piatigorsku) – rosyjski pisarz, prozaik, dramaturg. Jeden z najwybitniejszych twórców XIX w., związany z romantyzmem, klasyk literatury rosyjskiej.  Autor poematów romantycznych opartych na motywach ludowych, pejzażowej, refleksyjno-filozoficznej i patriotycznej liryki oraz dramatów. Twórca pierwszej rosyjskiej powieści psychologicznej (Bohater naszych czasów).

## Życiorys
Pochodził z zamożnej rodziny szlacheckiej; syn kapitana Jurija Lermontowa i Marii Arseniewej. Jego rodzina według tradycji wywodzi się od Szkota Learmontha, osiadłego w Rosji w początkach XVII w. Po śmierci matki (1817) wychowywany był przez babkę Jelizawietę Aleksiejewnę Arseniewą, bez większego kontaktu z ojcem. Chłopiec uczył się w domu, w dzieciństwie władał już językiem francuskim, którego uczył go francuski guwerner, oraz niemieckim. Uczył się też od najmłodszych lat rysunku i malarstwa, jego nauczycielem był Piotr Jefimowicz Zabołocki, który namalował kilka portretów poety. Lermontow kilkakrotnie odbył wraz z babką wycieczki na Kaukaz (1818, 1820, 1825), które wywarły duży wpływ na jego wczesną twórczość.
W 1828 rozpoczął studia na Uniwersytecie Moskiewskim. W 1832 wyjechał na dwa lata do Petersburga, gdzie uczęszczał do szkoły podchorążych gwardii. Sympatyzował z dekabrystami. Poznał tam dobrze angielski, czytał m.in. Shelleya i Byrona, którego później tłumaczył na rosyjski.

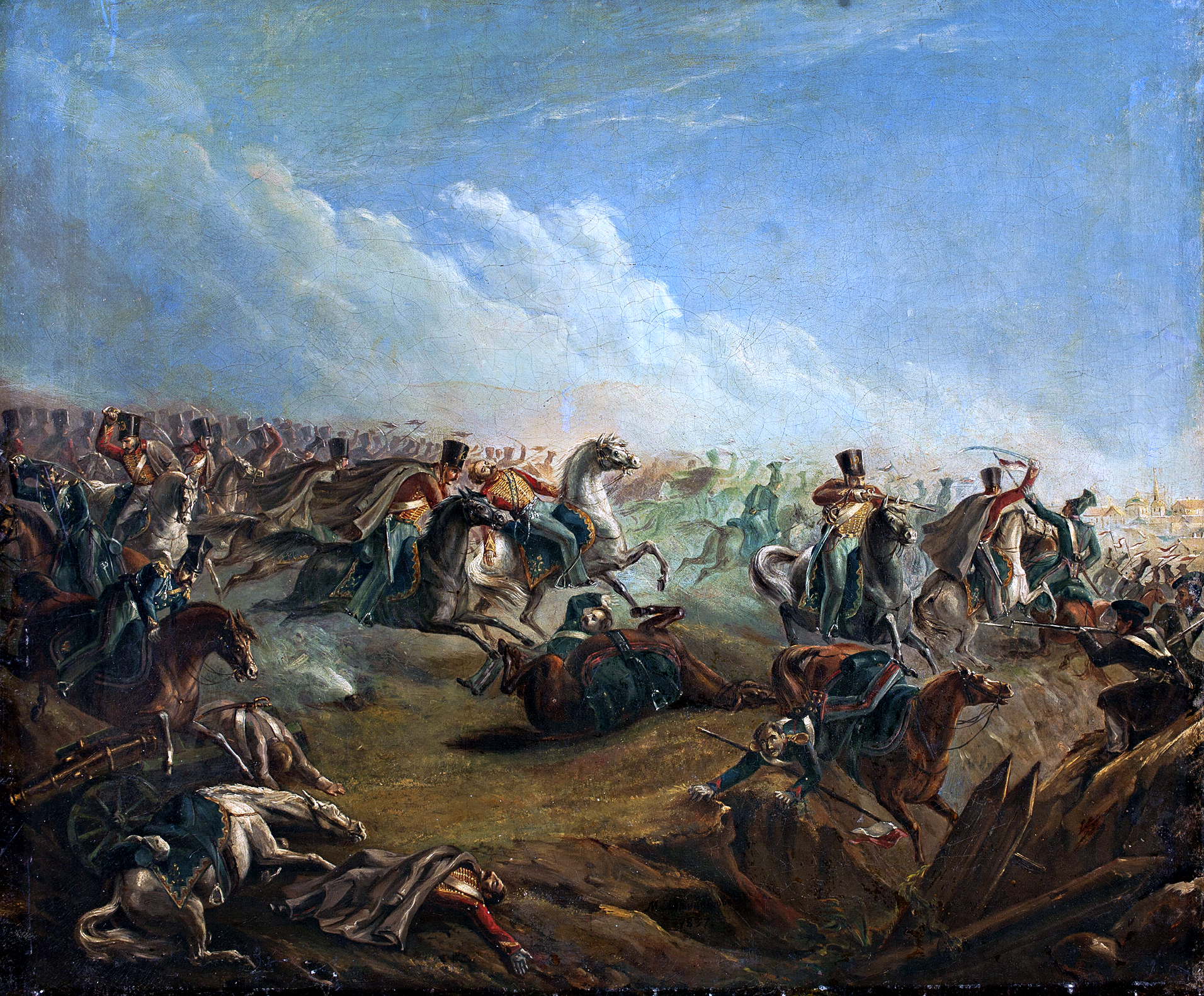
Atak rosyjskich huzarów gwardii w czasie szturmu Warszawy w 1831 roku, obraz Lermontowa z 1837 roku

Debiutem poety był poemat Chadży Abrek z 1828, który ukazał się drukiem w 1835. W 1837 roku napisał wiersz Śmierć poety, w którym oskarżał koła polityczne Rosji o śmierć Puszkina; został za to zesłany na Kaukaz, gdzie Rosja toczyła wojnę z buntującą się lokalną ludnością. Śmierć poety podobnie jak teksty prozą (m.in. powieść Bohater naszych czasów), utwory dramatyczne oraz rosnąca popularność innych jego wierszy, zrobiła z niego najważniejszego poetę rosyjskiego w latach bezpośrednio po śmierci Puszkina, z trwającym przez stulecia wpływem na całą rosyjską literaturę. Charakter jego utworów jest wyraźnie buntowniczy, bezpośrednio godzący w system carski, uznany za szczególnie niebezpieczny przez swoją do dziś uderzającą nowoczesnością estetykę i narastającą popularność.

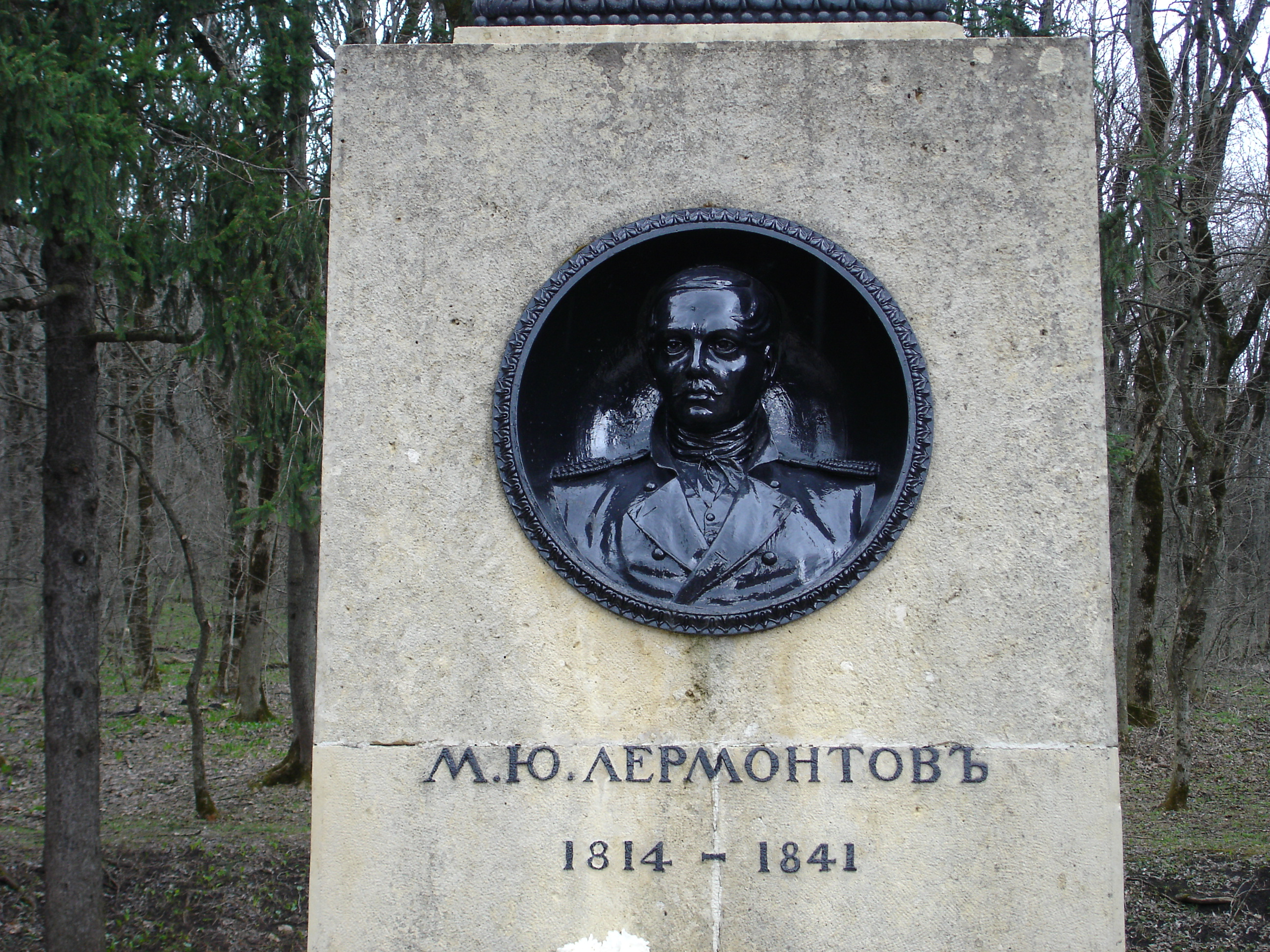
Pomnik Lermontowa w miejscu śmiertelnego pojedynku w Piatigorsku

Po kilku miesiącach zesłania Lermontow powrócił do Rosji, ale w 1840 za pojedynek z synem francuskiego ambasadora został przez sąd wojenny powtórnie skazany na zsyłkę na Kaukaz. Zginął w 1841 roku w Piatigorsku w pojedynku z majorem w stanie spoczynku Nikołajem Martynowem, którego przez dłuższy czas publicznie napastował słownie.

## Twórczość
Lermontow tworzył pod wpływem europejskich romantyków, takich jak Byron czy Schiller. Dla początków jego twórczości charakterystyczne są melancholia, pesymizm i bunt przeciw ograniczaniu wolności w Rosji. Później pojawiły się także wątki refleksyjno-filozoficzne. W odróżnieniu jednak od innych poetów romantyzmu, poezja jego zaskakująco oszczędna formalnie, nowoczesna. Lermontow wywarł swoimi utworami do dziś trwający wpływ na rosyjską literaturę. Buntowniczy charakter jego utworów jest obok ich estetyki jednym z głównych powodów tej aktualności.

## Wybrana twórczość[5]

### Proza
- 1834 – Panorama Moskwy (ros. Панорама Москвы)
- 1832–1837 – Wadim (ros. Вадим) – powieść nieukończona
- 1836–1837 – Księżna Ligowska (ros. Княгиня Лиговская)
- 1837 – „Chcę wam powiedzieć” (ros. „Я хочу рассказать вам”)
- 1839 – Bohater naszych czasów[6] (ros. Герой нашего времени)
- 1841 – Kaukazczyk (ros. Кавказец)
- 1841 – Sztoss[7] (ros. Штосс)

### Dramaty
- 1828 – Cyganie (ros. Цыганы)
- 1830 – Hiszpanie[8] (ros. Испанцы)
- 1830 – Menschen und Leidenschaften (ros. Menschen und Leidenschaften)
- 1831 – Dziwny człowiek (ros. Странный человек)
- 1835 – Maskarada[9][10] (ros. Маскарад)
- 1836 – Arbienin (ros. Арбенин)
- 1834–1836 – Dwa brata (ros. Два брата)

### Poematy
- 1828:
  - Czerkiesi[11] (ros. Черкесы)
  - Kaukaski więzień (ros. Кавказский пленник)
  - Korsarz (ros. Корсар)
  - Chadży Abrek[12] (ros. Хаджи Абрек)
- 1829:
  - Prizestępca. Powieść (ros. Преступник. Повесть)
  - Olieg (ros. Олег)
  - Dwaj bracia (ros. Два брата)
- 1830:
  - Dwie niewolnice (ros. Две невольницы)
  - Dżulio. Powieść (ros. Джюлио. Повесть)
- 1831:
  - Anioł śmierci[11] (ros. Ангел смерти)
  - Spowiedź (ros. Исповедь)
  - Marynarz. Fragment (ros. Моряк. Отрывок)
  - Izmaił-Bej[11] (ros. Измаил-Бей. Восточная повесть)
- 1833–1834 – Auł Bastundży (ros. Аул Бастунджи)
- 1837:
  -  <Początek poematu>(„Nie chcę, jak wielu z nas..”) (ros. ‹Начало поэмы› («Я не хочу, как многие из нас...»))
  - Pieśń o carze Iwanie Wasylewiczu, o młodym opryczniku i o dzielym kupcu Kałasznikowie[11][13] (ros. Песня про царя Ивана Васильевича, молодого опричника и удалого купца Калашникова)
- 1838:
  - Tambowska skarbnicowa (ros. Тамбовская казначейша)
  - Zbieg[11] (ros. Беглец)
- 1835–1836, 1839 – Saszka[11] (ros. Сашка. Нравственная поэма)
- 1839:
  - Laik klasztorny (Mcyri)[11] (ros. Мцыри)
  - Demon[14] lub Szatan[11] (ros. Демон)
  - Bajki dla dzieci[11] (ros. Сказка для детей)
- Ostatni syn wolności[11] (ros. Последний сын вольности. Повесть)
- Kałły. Powieść czerkieska (ros. Каллы. Черкесская повесть)
- <Azraił> (ros. ‹Азраил›)
- Litwinka. Powieść (ros. Литвинка. Повесть)
- Bojar Orsza[11] (ros. Боярин Орша)

### Wiersze[15][16]
| - 1828: - Błąd Kupidyna (ros. Заблуждение Купидона) - 1829: - Ballada ("Na brzegu cudowna dziewica...") (ros. Баллада (Над морем красавица дева сидит)) - Czerkieska (ros. Черкешенка) - Dziewica północy (ros. Жена севера) - Epigramaty (ros. Эпиграммы) - Madrygał (ros. Мадригал) - Melodia rosyjska (ros. Русская мелодия) - Modlitwa ("Nie wiń mnie...") (ros. Молитва (Не обвиняй меня, Всесильный)) - Monolog (ros. Монолог) - Mój demon (ros. Мой демон) - Napoleon (ros. Наполеон) - Pan (Z dawnych wzorów) (ros. Пан. В древнем роде) - Portrety (ros. Портреты) - Skargi Turka (ros. Жалобы турка) - Wojna (ros. Война) - 1830: - 10 lipca (1830) (ros. 10 июля (1830)) - 16 maja 1830 roku (ros. 1830. Маия. 16 число) - 30 lipca (Paryż) 1830 r. (ros. 30 июля. (Париж) 1830 года) - Burza (ros. Гроза) - Czarne oczy (ros. Черны очи) - D*** ("Gdy twój przyjaciel ze smutkiem..."'') (ros. К*** (Когда твой друг с пророческой тоскою)) - Do Kaukazu (ros. Кавказу) - Do ślicznotki (ros. К глупой красавице) - Dzięki (ros. Благодарю!) - Elegia ("Pięcie się, pieńcie, nocne fale...") (ros. Элегия (Дробись, дробись, волна ночная)) - Epitafium ("Wolności syn serdeczny...") (ros. Эпитафия (Простосердечный сын свободы)) - Głupiej piękności (ros. Глупой красавице) - Jasny księżyc w mgiełkach cały (ros. Всё тихо – полная луна) - Kaukaz (ros. Кавказ) - Noc (ros. Ночь) - Nowogród (ros. Новгород) - Obawa (ros. Опасение) - Pamiętasz jak o późnej porze (ros. Ты помнишь ли, как мы с тобою) - Pierwsza miłość (ros. Первая любовь) - Pieśń barda (ros. Песнь барда) - Przepowiednia (ros. Предсказание) - Samotność (ros. Одиночество) - Wieczorem po deszczu (ros. Вечер после дождя) - Wiosna (ros. Весна) - Ziemia i niebo (ros. Земля и небо) - Żebrak (ros. Нищий) - 1830 lub 1831: - Arfa (ros. Арфа) - Do siebie (ros. К себе) - Do*** ("Na pierś się pochyl, podaj dłoń poecie...") (ros. К *** (Дай руку мне, склонись к груди поэта)) - Dusza ma wkrótce ziemskie odrzuci kajdany (ros. Душа моя должна прожить в земной неволе) - Fale i ludzie (ros. Волны и люди) - Gwiazda (ros. Звезда) - Jesienne słońce (ros. Солнце осени) - Krzyż na skale (ros. Крест на скале) - Mój dom (ros. Мой дом) - Na obraz Rembrandta (ros. На картину Рембрандта) - Niechaj z poety szydzi co dzień (ros. Пускай поэта обвиняет) - Pieśń ("Gdy dzwon zapłacze...") (ros. Песня (Колокол стонет)) - Pieśń ("Nie wiem czy śmieszny się stałem...") (ros. Песня (Не знаю, обманут ли был я)) - Pieśń rosyjska (ros. Русская песня) - Pole Borodina (ros. Поле Бородина) - Potok (ros. Поток) - Sąsiad (ros. Сосед) - Sen (ros. Сон) - Sława (ros. Слава) - Stance ("Przez stwórcę skazanym na miłość...") (ros. Стансы (Мне любить до могилы творцом суждено!)) - Stance ("Nie mnie dręczyć się...") (ros. Стансы (Не могу на родине томиться)) - Śmierć ("W pieszczocie rojeń prószących kwiatami...") (ros. Смерть (Ласкаемый цветущими мечтами)) - Uczta Asmodeusza (ros. Пир Асмодея. Сатира) - Wenecja (ros. Венеция) - 1831 - 28 września (ros. Сентября 28) - Anioł (ros. Ангел) - Ataman (ros. Атаман) - Ballada (ros. Баллада) - Ballada ("W małej chatynce późną porą...") (ros. Баллада (В избушке позднею порою)) - Czasza życia (ros. Чаша жизни) - Do N.I. Bucharowa (ros. Бухариной) - Do*** ("Już się przed tobą nie ukorzę...") (ros. К *** (Я не унижусь пред тобою)) - Nadejdzie dzień – przez ludzi potępiony (ros. Настанет день – и, миром осужденный) - Nadzieja (ros. Надежда) - Niebo i gwiazdy (ros. Небо и звёзды) - Pieśń ("Żółty liść łodygę trąca...) (ros. Песня (Жёлтый лист о стебель бьётся)) - Piękne jesteście, ojczyste równiny (ros. Прекрасны вы, поля земли родной) - Posłuchaj! Nie zapomnij o mnie (ros. Послушай! Вспомни обо мне) - Pragnienie (ros. Желание) - Stance ("Szybko przebiegłszy w mej myśli...") (ros. Стансы (Мгновенно пробежав умом)) - Stance Do D*** (Nie wolno twego wyrzec mi...") (ros. Стансы к Д *** (Я не могу ни произнесть)) - Szumi zawieja, wali śnieg (ros. Метель шумит, и снег валит) - Urywek ("Trzy dni spędziłem sam...") (ros. Отрывок (Три ночи я провел)) - W styczniu 1831 r. (ros. 1831-го, января) - W zimowy ranek gdy walą kłębami (ros. Кто в утро зимнее, когда валит) - Z noworocznych madrygałów i epigramów – Trubeckiemu (ros. Трубецкому) - 1832: - Błękitne góry Kaukazu, pozdrawiam was... (ros. Синие горы Кавказа, приветствую вас!...) - Bój (ros. Бой) - Chcę żyć! Chcę smutku! Zbyt wesoło (ros. Я жить хочу! Хочу печали) - Co za sens żyć!... Czy to w spokoju (ros. Что толку жить!.. Без приключений) - Do* ("Daremnej połóż kres udręce") (ros. К * (Оставь напрасные заботы)) - Do* ("Bądź zdrowa! – nie ujrzę cię więcej...") (ros. К * (Прости! – мы не встретимся боле)) - Do* ("Cóż z tego, że pieśń moja smutkiem owiana...") (ros. К * (Печаль в моих песнях, но что за нужда?)) - Dwa wielkoludy (ros. Два великана) - Epitafium ("Przebacz! czy znów się zobaczymy...") (ros. Эпитафия (Прости! увидимся ль мы снова?)) - Huzar (ros. Гусар) - Jak meteoru w noc błyskanie (ros. Как в ночь звезды падучей пламень) - Jakżem szczęśliwy! Jady moją krew przeżarły (ros. Я счастлив! Тайный яд течёт в моей крови) - Miły mi łańcuch gór perłowy (ros. Люблю я цепи синих гор) - Nie, jam nie Byron (ros. Нет, я не Байрон, я другой) - Oj ty, święta kolebko wojowniczych Słowian (ros. Приветствую тебя, воинственных славян) - On się urodził dal szczęścia, dla pokoju (ros. Он был рождён для счастья, для надежд) - Ona urody majestatem (ros. Она была прекрасна, как мечта) - Pocałunków rozkoszą mierzyłem (ros. Поцелуями прежде считал) - Posłuchaj, gdy los nam porzucić pozwoli (ros. Послушай, быть может, когда мы покинем) - Pożegnanie (ros. Прощанье) - Przyjmijcie dziwne przesłanie (ros. Примите дивное посланье) - Rozłąki żegnasz mnie słowami (ros. Слова разлуки повторяя) - Rusałka (ros. Русалка) - Schyl się nade mną chłopcze urodziwy (ros. Склонись ко мне, красавец молодой) - Słońce (ros. Солнце) - Sonet ("Pamięcią żyję ze zwiędłymi marzeniami...") (ros. Сонет (Я памятью живу с увядшими мечтами)) - Trzcina (ros. Тростник) - W albumie (ros. В альбом) - W albumie N.F. Iwanowej (ros. В альбом Д.Ф. Ивановой) - Żagiel (ros. Парус) | - 1833–1836: - Epigramat na N. Kukolnika (ros. Эпиграмма на Н. Кукольника) - Modlitwa junkra (ros. Юнкерская молитва) - Modlitwa żydowska (ros. Еврейская мелодия) - Na ostrogi srebrne patrzę (ros. На серебряные шпоры) - Nagrody wielki mężu tutaj (ros. Великий муж! здесь нет награды) - Nikt słów moich nie słucha (ros. Никто моим словам не внемлет) - Umierający gladiator (ros. Умирающий гладиатор) - W milczące szeregi ustawił się pułk (ros. В рядах стояли безмолвной толпой) - 1837: - Borodino (ros. Бородино) - Gałązka palmy palestyńskiej (ros. Ветка Палестины) - Gdy lekki muska wiatr żółknące kłosy niwy (ros. Когда волнуется желтеющая нива) - Modlitwa ("O Matko Boża oto do ciebie...") (ros. Молитва (Я, Матерь Божия, ныне с молитвою)) - Nie pragnę, by nieczuły świat (ros. Я не хочу, чтоб свет узнал) - O, nie wyśmiewaj mojej proroczej boleści (ros. Не смейся над моей пророческой тоскою) - Śmierć poety (ros. Смерть поэта) - Śpiesząc na północ w państwo chłodu (ros. Спеша на север издалёка) - 1838: - Do Anny G. Chomutowej (ros. А.Г. Хомутовой) - Głos-li twój posłyszę (ros. Слышу ли голос твой) - Jak niebo wzrok twój rozświetlony (ros. Как небеса, твой взор блистает) - Kindżał (ros. Кинжал) - Kołysanka kozacka (ros. Казачья колыбельная песня) - Patrzę w dni przyszłe, pełne trwogi... (ros. Гляжу на будущность с боязнью…) - Poeta (ros. Поэт) - Rozmyślanie (ros. Дума) - W przyszłość spozieram pełen bojaźni (ros. Гляжу на будущность с боязнью) - Zaśpiewa i topnieją dźwięki (ros. Она поёт – и звуки тают) - 1839: - Dary Tereku (ros. Дары Терека) - Do E.K. Musin-Puszkin (ros. Э.К. Мусиной-Пушкиной) - Dziecka miłego narodziny (ros. Ребёнка милого рожденье) - Modlitwa ("W godzinę życia trudną...") (ros. Молитва (В минуту жизни трудную)) - Nie ufaj sobie (ros. Не верь себе) - Trzy palmy (Przypowieść wschodnia) (ros. Три пальмы) - 1840: - Często, kiedy mnie tłum okrąża strojny (ros. Как часто, пёстрою толпою окружён) - Do A.O. Smirnowej (ros. А.О. Смирновой) - Do M.A. Szczerbatowej (ros. М.А. Щербатовой) - Do M.P. Sołomirskiej (ros. М.П. Соломирской) - Dziecku (ros. Ребёнку) - Dziennikarz, czytelnik i pisarz (ros. Журналист, Читатель и Писатель) - I smutek, i nuda (ros. И скучно и грустно) - Na portret (ros. К портрету) - Ojczyzna (ros. Родина) - Okręt widmo (ros. Воздушный корабль) - Rycerz w niewoli (ros. Пленный рыцарь) - Są słowa i ich znaczenie (ros. Есть речи – значенье) - Sąsiadka (ros. Соседка) - Testament (ros. Завещание) - Wdzięczność (ros. Благодарность) - Z Goethego (Wyniosłe wyżyny) (ros. Из Гёте) - 1840 lub 1841: - Spod tajemniczej i chłodnej półmaski (ros. Из-под таинственной, холодной полумаски) - W imieniu Zofii Nikołajewny Karamzin (ros. Из альбома С.Н. Карамзиной) - Żegnaj mi, Rosjo nieumyta (ros. Прощай, немытая Россия) - 1841: - Do hrabiny Rostopcziny (ros. Графине Е.П. Ростопчиной) - Listek (ros. Листок) - Morska królewna (ros. Морская царевна) - Nie ciebie kocham żarem namiętności (ros. Нет, не тебя так пылко я люблю) - Ostatnia droga (ros. Последнее новоселье) - Prorok (ros. Пророк) - Schadzka (ros. Свиданье) - Spór (ros. Спор) - Tamara (ros. Тамара) - Umowa (ros. Договор) - Wśród dzikiej północy, na nagiej wyżynie (ros. На севере диком стоит одиноко) - Wychodzę sam jeden – przede mną w step droga (ros. Выхожу один я на дорогу) - wiersze z nieznanych lat lub przypisywane Lermontowowi: - Dlaczego? (ros. Зачем, о счастии мечтая) - Gdy dla nadziei nieprzystępny (ros. Когда надежде недоступный) - O dziecię, nie płacz, nie płacz, miła (ros. Не плачь, не плачь, моё дитя) - Pamięci A.I. Odojewskiego (ros. Памяти А.И. Одоевского) - Zdarzyło się to w ostatnich latach wielkiego Rzymu (ros. Это случилось в последние годы могучего Рима) |  |